# بلیتز گیمز
بلیتز گیمز (انگلیسی: Blitz Games) شرکت بازی ویدئویی بریتانیایی است، که در سال ۱۹۹۰ تأسیس شد.